# ТЕС CFL
ТЕС CFL — теплова електростанція в Анголі, що станом на середину 2010-х років працює в столиці цієї країни Луанді.
Станція знаходиться на території місцевої залізничної компанії Caminho de Ferro de Luanda (CFL). Вона складається зі встановлених на роботу у відкритому циклі п'яти газових турбін виробництва General Electric типу TM2500+ потужністю по 25 МВт, які використовують у своїй роботі нафтопродукти.